# Џепни рачунар
Џепни рачунар (енгл. Pocket computer) је класа програмабилних рачунара величине калкулатора.
Ова категорија рачунара је углавном постојала током 1980-их. Међу произвођачима су били Касио, Хјулет-Пакард и Шарп.
Програмски језик је био обично BASIC, али неки уређаји су нудили и алтернативе. На пример Casio PB-2000 се могао програмирати у C, BASIC-у, асемблеру и Lisp-у.. Важна карактеристика да су сви програмски језици били доступни на уређају, а не скинути са крос-компајлера на неком већем рачунару.
Иако у принципу нису идентични, лични дигитални асистенти, ручни лаптопови и програмабилни калулатори извршавају многе функцје старих џепних рачунара, уз значајно већу рачунарску снагу упоковано у кућиште исте или мање величина. Главна разлика је да модерни уређаји (са изузетком програмабилних калкулатора) обично немају укључене могућности за програмирање и обично су постављени као клијенти већег система пре него самодовољно окружење. Неки џепни рачунари су имали свој систем за складиштење података и улазно/излазне уређаје попут штампача и касетофона.